# Tappan (Unternehmen)
Die Tappan Stove Company war ein US-amerikanischer Hersteller von Haushaltsgeräten aus Mansfield, Ohio, und besonders für seine elektrischen Backöfen und den ersten Mikrowellenofen für Privathaushalte bekannt. 

## Geschichte
Die Tappan Stove Company wurde 1881 von W. J. Tappan in Bellaire (Ohio) als Ohio Valley Company zur Fertigung von Gusseisenöfen gegründet. Nachdem ein Brand die Produktionsanlage zerstört hatte, verlegte W.J. Tappan seine Firma 1889 nach Mansfield (Ohio), und benannte sie in Eclipse Stove Company um. 1920 begann das Unternehmen, seine Öfen überregional zu vermarkten. Es kam zu einem Rechtsstreit mit einem gleichnamigen Anbieter aus Illinois in dessen Verlauf Tappan seine Firma im Januar 1922 in Tappan Stove Company umbenannte. In den 1940er Jahren zog sich W.J. aus seiner Firma zurück und überließ seinem Sohn, Alan P. Tappan, die Leitung. Dessen Sohn, W. Richard „Dick“ Tappan, leitete das Unternehmen von 1958 bis 1980.
1950 erwarb Tappan die in Los Angeles ansässige O’Keefe & Merritt Stove Company und verwendete den Namen bis Ende der 1980er Jahre hauptsächlich an der Westküste der Vereinigten Staaten.
1979 übernahm das schwedische Unternehmen Electrolux die Tappan Stove Company. Sieben Jahre später erwarb Electrolux White Consolidated Industries und damit die amerikanischen Hersteller Frigidaire, White-Westinghouse, Gibson und Kelvinator. Mit der Eingliederung Tappans wurde der Name zunächst in WCI Major Appliances Group geändert und 1991 in Frigidaire Company umbenannt. Im Sommer 1992 endete die Produktion in Mansfield mit zuletzt 200 Angestellten. Die Frigidaire Company mit Hauptsitz in Dublin (Ohio), vermarktete zunächst weiterhin Backöfen unter dem Markennamen Tappan her. 1998 erwarb der Klimaanlagenhersteller Nortek die Namensrechte an der Marke um Öfen, Klimaanlagen und Wärmepumpen zu vertreiben. Aktuell wird der Markenname nicht genutzt.

## Produkte
Während der Weltkriege versorgte das Unternehmen die US-Streitkräfte mit einem eigenen patentierten Feldkochherden.
1944 stellte Tappan den ersten Ofen mit Glaseinsatz in der Tür zum durchschauen her.
In Zusammenarbeit mit Raytheon entwickelte Tappan 1955 den ersten Mikrowellenherd für den Heimgebrauch mit wohnraumtauglichen Abmessungen. Bis 1964 wurde das Modell RL-1 1396 mal verkauft. Ein Modell steht heute im National Museum of American History.